# 레이제이 천황
레이제이 천황(일본어: 冷泉天皇, 950년 6월 12일 ~ 1011년 11월 21일)은 제63대 일본 천황이다. 무라카미 천황의 제2 황태자로, 휘는 노리히라(憲平)이다. 어머니는 후지와라노 모로스케의 딸 중궁 후지와라노 안시이다. 엔유 천황의 친형이다.

## 내력
제1황자였던 히로히라(廣平) 친왕을 밀어내고 태어난지 얼마 안 돼서 황태자가 되었다. 이것은 권력자인 후지와라노 사네요리(藤原實賴)·모로스케(師輔) 형제에 의한 것이라고 생각된다. 고호(康保) 4년(967년), 무라카미 천황이 사망하자 18세로 즉위하였다. 이 때 처음으로 시신전(紫宸殿)에서 즉위식을 실시했다. 정신병이 있어 황태자 시절부터 문제가 되어, 후지와라노 사네요리가 간파쿠(關白)가 되었다. 무라카미 천황의 제4황자였던 다메히라(爲平) 친왕과 모리히라(守平) 친왕 사이에 레이제이 천황의 황태자(황태제)를 둘러싸고 안나(安和)의 변이 있어(969년), 엔유 천황(모리히라 친왕)에 양위하였다. 양위 후에는 레이제이 상황으로 칭해졌다. 62세에 사망했으며 사인은 기록에 이질로 되어 있다.
이후 고이치조(後一條) 천황의 즉위까지 50여년 동안 엔유계 황위 계승이 계속되었고, 엔유계를 부계, 레이제이계를 모계로 하는 증손 고산조(後三條) 천황의 즉위로 두 황통은 하나로 합쳐지게 된다.

## 레이제이 천황의 기괴한 행동들
레이제이 천황은 용모가 몹시 단정하고 아름다웠다고 전하나, 황태자 시절부터 정신병이 있었고 그에 따른 기행들이 빈번히 목격되었다. 당시 조정의 구교(公卿)였던 오에노 마사후사(大江匡房)가 쓴 《에기(江記)》에는 다음과 같은 에피소드가 수록되어 있다.
- 다리를 다쳤는데도 아무 일 없는 듯이 하루종일 축국(蹴鞠)을 즐겼다.
- 부황(무라카미 천황)이 보낸 편지에 대한 답장으로, 남자의 음경을 크게 그려서 보냈다.
- 청량전(淸凉殿) 근처 반고야(番小屋)의 지붕에 올라가 앉았다.
- 병상에 누워서도 큰 소리로 노래를 불렀다.
- 퇴위 후에 살던 고쇼에 불이 나서 무너지고 피난하는데 우차에서 큰 소리로 노래를 불렀다.
- 의식 중에 "이런 무거운 것, 더는 못 쓰고 있겠다"며 갑자기 관을 벗어 던지더니 가까이 섬기던 궁녀 우마노 묘부(馬命婦)을 억지로 장막 안으로 끌어들여 성관계를 가졌다.

이러한 기행과 더불어 당시의 셋쇼였던 후지와라노 사네요리와 외척 관계를 가지지 않고, 반대로 유력한 후계자였던 다메히라 친왕의 백부 미나모토노 다카아키라(源高明)를 장인으로 하여 후지와라 씨를 자극한(안나의 변의 복선이 되었다) 사건 등이 불과 2년 만에 퇴위하는 원인이 되었다고 알려져 있다. 무엇보다 퇴위 후에는 재위하던 때에 비해 부담이 줄었는지 62세까지 살았는데, 모로사다 친왕(가잔 천황)을 비롯한 자녀와 동생 엔유 천황(円融天皇), 그 황자 이치조 천황(一條天皇) 등 많은 친족들이 그보다 먼저 세상을 떠났다. 그러나 레이제이 천황의 혈통은 손녀 사다코 내친왕(禎子內親王)을 통해 사후 엔유계와 합쳐진다.

## 원호(院號)
상황이 되었을 때의 명칭은 현재의 교토 니조성 동북쪽에 사가 천황이 지었던 별궁 레이제이인(冷然院)이 후에 상황의 거처가 된 데에서 유래한다.

## 가계도
- 황후 : 중궁(中宮) 마사코 내친왕(昌子 内親王) (950~1000) - 스자쿠 천황의 딸
- 황후 : 증황태후(曾皇太后) 후지와라노 치카코(藤原 懐子) (945~975) - 후지와라노 코레타다(藤原 伊尹)의 딸
  - 제1황녀 : 무네코 내친왕(宗子 内親王) (964~986)
  - 제2황녀 : 토모토코 내친왕(尊子 内親王) (966~985)
  - 제1황자 : 모로사다 친왕(師貞 親王) - (가잔 천황)
- 황후 : 증황태후(曾皇太后) 후지와라노 토코(藤原 超子) (?~982) - 후지와라노 카네이에(藤原 兼家)의 딸
  - 제3황녀 : 히카루코 내친왕(光子 内親王) (973~975)
  - 제2황자 : 오키사다 친왕(居貞 親王) - (산조 천황)
  - 제3황자 : 타메타카 친왕(為尊 親王) (977~1002)
  - 제4황자 : 아츠미치 친왕(敦道 親王) (981~1007)
- 뇨고(女御) : 미쿠시게도노벳토(御匣殿別当) 후지와라노 요시코(藤原 怤子) - 후지와라노 모로스케(藤原 師輔)의 딸

## 같이 보기
- 일본 천황
- 고레이제이 천황